# Gotické umění na Moravě a ve Slezsku (výstava)

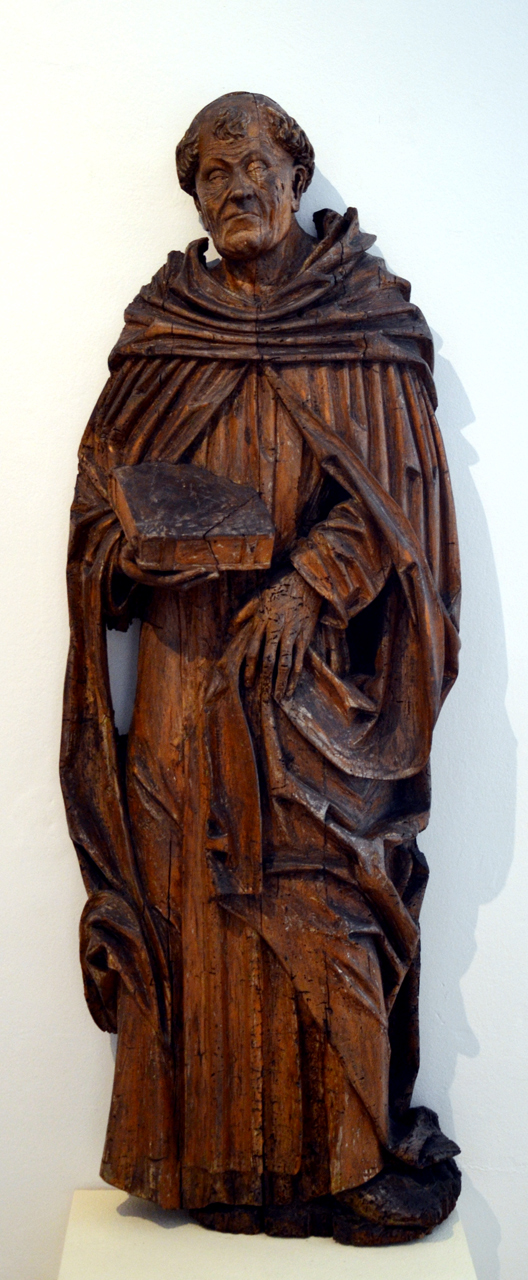
Antonín Pilgram, Apoštol (1410), Moravská galerie v Brně – jeden z exponátů výstavy

Gotické umění na Moravě a ve Slezsku byla výstava v nových prostorách obrazárny Moravského zemského muzea ve dnech od 31. října 1935 do 31. března 1936. Pro mimořádný zájem byla výstava dvakrát prodloužena. 
Námět byl inspirován předchozí aktivitou čelného československého historika umění Eugena Dostála. Přímý námět, koncepce i organizace byly dílem jeho žáka a později také významného představitele dějin umění středověku Alberta Kutala.
Výstava zahrnující několik desítek předmětů gotické dřevěné i kamenné plastiky, knižní i deskové malby byla slavnostně otevřena moravským zemským prezidentem Janem Černým večer před státním svátkem 27. října 1935. Pečlivě připravená a odborně fundovaná, architektonicky skvěle navržená a traktovaná výstava byla rozložena v 10 speciálně upravených sálech obrazárny Moravského muzea. Vrcholem byly široké veřejnosti poprvé představené desky pozdně gotického tzv. Rajhradského oltáře a též (poprvé mimo autentické místo určení v chrámu Nanebevzetí Panny Marie u hradu Veveří) samostatný deskový obraz Madony z Veveří.
Výstava pro svůj přínos vzbudila pozornost i v zahraničí. Mimo jiné ji navštívili hlavní odborníci Uměleckohistorického muzea ve Vídni Ernst Heinrich Buschbeck a Ludwig Baldas. Byla významným stimulačním a inspiračním mezníkem pro další vývoj Československého dějepisu umění a jeho metodiky v obecném smyslu.